# Battaglia di Saint-Denis (1567)
La battaglia di Saint-Denis, anche nota come battaglia di Sandionigi, è uno scontro avvenuto il 10 novembre 1567 alle porte di Parigi, nei pressi di Saint-Denis, tra l'esercito del Re di Francia e l'armata degli Ugonotti, nell'ambito delle guerre di religione francesi.

## Contesto
Preoccupati per l'arrivo da Milano di un'armata spagnola diretta nei Paesi Bassi fiancheggiando il confine francese per reprimere la rivolta dei pezzenti e a seguito dell'incontro di Bayonne del 1565, le cui conclusioni erano rimaste segrete, i protestanti francesi avevano tentato di rapire il re francese Carlo IX il 28 settembre 1567 (Sorpresa di Meaux). Il tentativo era fallito, ma le città protestanti si ribellarono nuovamente.
Le truppe del principe di Condé e del Coligny, rafforzate da mercenari tedeschi, si accamparono a Saint-Denis.
Condé, il Coligny ed il figlio di quest'ultimo, François, tentarono d'intavolare una trattativa con la corte di Francia. Il re Carlo IX inviò loro i suoi araldi, ingiungendo loro di presentarsi a lui disarmati, sotto la minaccia di venir dichiarati ribelli, secondo un antico uso feudale. I capi protestanti decisero allora di attaccare Parigi.

## Svolgimento della battaglia
Molto presto a Parigi mancarono i rifornimenti alimentari. Il duca di Montmorency fece una sortita sulla strada di Saint-Denis mentre da parte protestante  gli archibugieri scavarono trincee per riparo; i cavalieri utilizzavano pertiche ferrate a mo' di lancia.
La milizia parigina venne fermata dal fuoco degli archibugieri; nell'affrontare la cavalleria protestante, il duca di Montmorency rimase ucciso da un colpo di pistola alla schiena. Lo slancio delle truppe del re fu fermato, ma i protestanti si ritirarono su Montereau.
Alla battaglia parteciparono anche, da parte realista, il futuro maresciallo di Francia Onorato II di Savoia, il duca di Nemours, Giacomo di Savoia-Nemours, il conte di Brissac, Timoleone di Cossé e il condottiero svizzero Ludwig Pfyffer.

## Seguito
Le due armate si rafforzarono:
- da parte protestante, giunse l'aiuto di Federico III elettore palatino, che mandò 9500 mercenari; l'armata dei visconti, raccolta da Peyrole de Bruniquel, François de Caumont e Montclar e che riuniva i guasconi protestanti del Rouergue, unitasi a quelli del Sud-Est, raggiunse il Condé sotto il comando di Giacomo II di Crussol (circa 4 000 uomini), portando così l'armata protestante ad un contingente si circa 40 000 uomini
- da parte cattolica ugualmente, con i rinforzi svizzeri ed italiani del duca di Nevers

Tuttavia i costi elevati di queste due armate provocarono il licenziamento dei mercenari da entrambe le parti e si giunse alla pace di Longjumeau (23 marzo 1568).

## Fonti
- Homero Tortora, Historia di Francia, Venezia, Gio.Battista Ciotti, 1619, Libro IV - parte I
- (FR)  Pierre Miquel, Les Guerres de religion, Paris, Club France Loisirs, 1980 ISBN 2-7242-0785-8, pp. 262–263